# Ostacoli (atletica leggera)

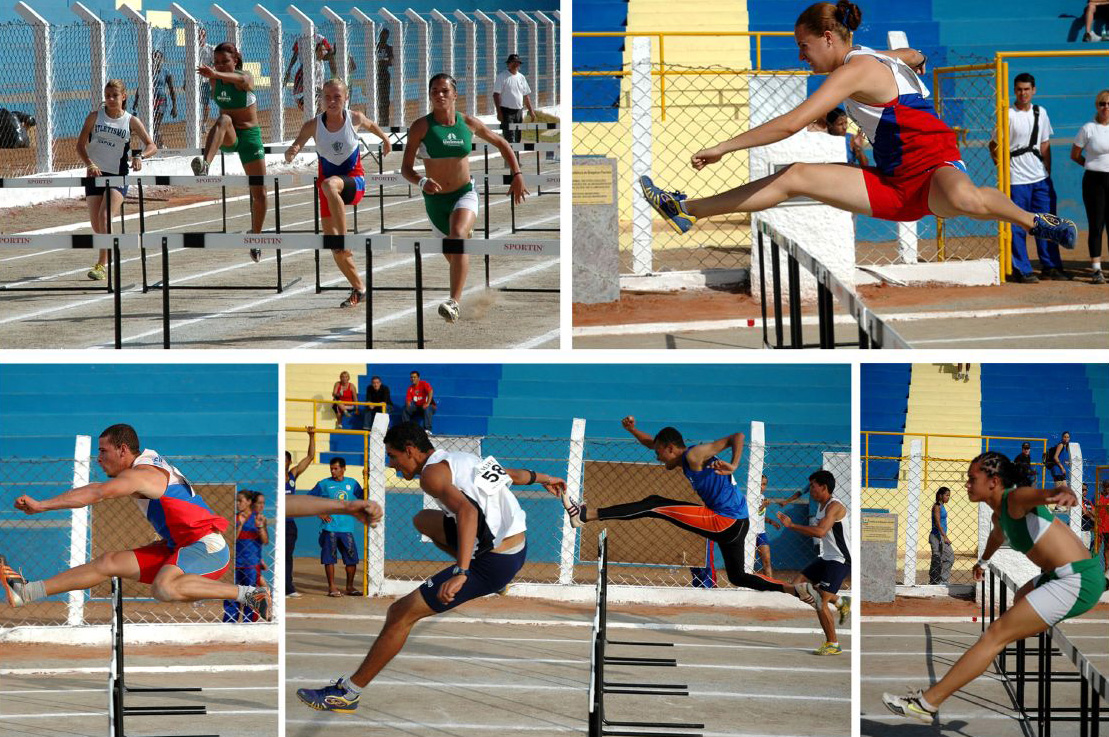
Una sequenza di gara

Le gare ad ostacoli praticate all'aperto sono: 100 metri ostacoli (specialità esclusivamente femminile), 110 metri ostacoli (specialità esclusivamente maschile) e 400 metri ostacoli. Al coperto si disputa la specialità dei 60 metri ostacoli.
L'altezza massima degli ostacoli appartiene ai 110 m assoluti e raggiunge 106,7 cm, mentre in campo femminile il limite massimo è di 84 cm nella distanza dei 100 m hs.
Si tratta di una classe di specialità molto tecniche, per affrontare le quali è importante avere leve inferiori lunghe e un ottimo senso del ritmo.

## Descrizione della corsa con ostacoli
La corsa con ostacoli è un insieme di discipline dell'atletica leggera, che consistono nel percorrere una distanza interrotta da barriere a distanze costanti nel minor tempo possibile, in analogia con le corrispondenti corse sul piano.
Tali barriere si chiamano ostacoli, e il loro superamento viene detto passaggio o valicamento dell'ostacolo, ma è scorretto definirlo salto, o chiamare la disciplina stessa salto degli ostacoli o salto ad ostacoli. Si tratta di una disciplina di corsa, e il passo speciale di superamento dell'ostacolo è un passo di corsa, non un salto.

### Corsa o salto?
Guardando il principiante che pratica una disciplina con gli ostacoli, quasi sempre egli sale molto più del necessario al di sopra dell'elevazione sufficiente a valicare la barriera, effettuando veri e propri balzi per superare l'ostacolo. Osservando, al contrario, gare di classe mondiale, si vede che gli atleti, tendono a "correre attraverso le barriere", poiché balzare danneggia il risultato finale, che è il riscontro cronometrico. 
Questo danneggia la prestazione, a vantaggio di coloro i quali riescono a mantenere un avanzamento più continuo e costante, che non di rado vincono nonostante una minore velocità massima nella distanza piana.
Nella corsa con ostacoli lo scopo è di percorrere la distanza nel minor tempo possibile e intuitivamente di subire il meno possibile un rallentamento da parte dell'ostacolo. Per fare questo, posando lo sguardo sulla linea delle anche degli atleti, si scopre che i principianti, quando salgono verso l'alto, in realtà hanno trasformato gran parte della propria velocità orizzontale in elevazione, effettuando in pratica una serie di rincorse e di stacchi verso l'alto in ciascuna barriera. Negli atleti evoluti, in grado di eseguire il gesto con una buona tecnica, al contrario, la linea delle anche rimane quasi alla stessa altezza durante tutta la gara, subendo il meno possibile l'influenza dell'ostacolo.
Diventa evidente in tal modo la differenza dalle discipline di salto, il cui scopo, al contrario, è raggiungere distanze maggiori, in elevazione o in estensione in un singolo salto. In queste ultime la rincorsa serve a raggiungere la velocità necessaria ad effettuare il salto secondo la tecnica adoperata dall'atleta, non a percorrerne la distanza nel tempo più breve possibile.
La corsa con ostacoli è dunque una prova di corsa, che può essere veloce o resistente, dai 60 m (indoor) ai 3000 m.
Lo scopo non è il passaggio della barriera stessa, che la renderebbe una famiglia di discipline di salto, ma il tempo finale, che spinge la tecnica di passaggio verso la migliore efficienza, migliorando quindi il tempo finale.
Parlare di salto e di stacco è dunque estremamente scorretto e fuorviante, specie insegnando la disciplina ai principianti. Negli ostacoli si parla, piuttosto, di passaggio, valicamento, superamento, e di spinta.

## Le misure e la suddivisione
Gli ostacoli nascono come disciplina maschile, e solo successivamente vengono estesi alle categorie femminili, sia pure con attrezzi e misure estremamente facilitati e anacronistici rispetto all'evoluzione attuale dei risultati delle donne.
Le altezze in origine erano soltanto due:
- ostacoli alti - tre piedi e mezzo, o una iarda e mezzo piede, pari a 1,06 m.;
- ostacoli bassi - tre piedi, o una iarda, pari a 91,4 cm.

Le distanze tra gli ostacoli erano, analogamente, misurate in iarde: nei 110 m - 15 iarde dalla partenza al primo ostacolo, pari a 13,72 m, e 10 iarde per ogni intervallo tra gli ostacoli, pari a 9,14 m.
Nelle distanze tra le barriere dei 400 m invece vige da sempre la misura decimale comune nell'Europa continentale: 45 m dalla partenza al primo ostacolo e 35 m per ciascun intervallo.
Le corse con ostacoli vengono suddivise in ostacoli alti e bassi, distinguendo così le gare brevi (60, 100, 110), da quelle lunghe (400, 3.000 siepi).
Intuitivamente, le qualità e la precisione della tecnica di passaggio richieste agli atleti sono diverse al variare della distanza totale della gara, e delle distanze delle barriere. Errori che sono difficili da vedersi nei 110 m hs sono, per esempio, comuni nei 400 m hs, e viceversa.
Si può grossolanamente affermare, senza commettere una grande imprecisione, che la qualità richiesta alla tecnica di passaggio diminuisce all'aumentare della distanza.
Un ostacolista dei 110 di classe mondiale non può quindi prescindere da una buona o ottima tecnica di passaggio, mentre un ostacolista dei 400 potrebbe avere una tecnica più approssimativa, ma una migliore capacità di gestione del ritmo di gara.
Questa tendenza al peggioramento della tecnica è resa ancor più evidente dalla disciplina più lunga, i 3000 metri siepi, che fanno parte della famiglia, in cui gli atleti tuttavia spesso non sviluppano affatto la tecnica di passaggio, prediligendo allenamenti mirati alle capacità aerobiche.

## La tecnica
Il passaggio dell'ostacolo è uno, e uno soltanto. Le fasi in cui si suddivide sono osservabili dall'esterno, mentre per l'atleta il gesto è un unico e continuo passo di corsa le cui fasi sono collegate e si equilibrano tra loro, intrecciandosi nel tempo.
Deve perciò essere evitata l'idea della ricerca di una posizione statica precisa, ricordando che non si tratta di una fotografia, ma di un complesso insieme di equilibri dinamici in movimento, che si possono ottenere semplicemente effettuando il passaggio, o un esercizio tecnico e correggendo gli errori uno ad uno.
Un requisito essenziale è, naturalmente, apprendere una corretta tecnica di corsa, il cui apprendimento si sposa bene con l'apprendimento della corsa con ostacoli.
L'ostacolo invece, per definizione, è un impedimento che rallenta la corsa, e la tecnica di passaggio mira a danneggiare il meno possibile la velocità orizzontale dell'atleta. 
Con le precisazioni appena viste, si possono convenzionalmente distinguere tre (o anche no) fasi:
1. attacco e spinta;
2. fase di volo;
3. presa di contatto e ripresa della corsa.

### Attacco e spinta
Il primo arto che si apre verso l'ostacolo viene detto prima gamba o gamba di attacco, mentre il secondo arto, che ne sostiene la salita, viene detto seconda gamba, o gamba di spinta.
La corretta posizione di attacco prevede una spinta molto completa di seconda gamba, e un attacco, detto di ginocchio, salendo verso la barriera con il ginocchio della prima gamba piegato verso il petto. La distensione dell'arto di attacco deve avvenire con un lungo movimento fluido e non con un brusco calcio del piede.
Un errore molto comune è il movimento calciato della prima gamba, che causa diversi errori fondamentalmente legati all'abbassamento del bacino e alla rotazione dello stesso nel verso identificato dal movimento calciato.
Il passaggio dell'ostacolo è un passo di corsa, e non un balzo. È perciò fondamentalmente errato e scorretto parlare di "salto degli ostacoli", giacché si tratta di corsa con ostacoli.
Il passo di corsa è esasperato per la presenza della barriera, amplificando anche il movimento delle braccia, che devono assecondare l'aumento di ampiezza del movimento delle gambe, ma senza cambiare ove possibile la linea che avrebbero in un passo di corsa veloce.
Il braccio opposto alla prima gamba avrà dunque un movimento più lungo e disteso, mentre più rapido sarà quello successivo, legato all'altrettanto rapido richiamo della seconda gamba.
L'atleta che sbraccia e "rema" nell'aria lateralmente, non fa infatti altro che usare inconsapevolmente le braccia come bilancieri per compensare errori compiuti con gli arti inferiori, come un disallineamento della linea del bacino rispetto all'ostacolo o uno sbilanciamento per l'urto di una barriera.
È di fondamentale importanza affrontare l'ostacolo senza flettere volontariamente la seconda gamba durante la spinta (in gergo posizione "seduta"), per arrivare all'attacco con il bacino elevato il più possibile, limitando in tal modo le oscillazioni dell'altezza del bacino nel corso del valicamento e dei passi intermedi tra le barriere.
Questo comportamento contribuisce a ottimizzare la ripresa di corsa dopo l'ostacolo e minimizza la perdita di velocità durante il superamento dello stesso.
La spinta di seconda gamba deve essere il più completa possibile, e per riuscirvi l'atleta deve disporre di uno spazio sufficiente per effettuare la spinta, che deve essere perciò effettuata da lontano rispetto alla barriere.
La distanza tra il punto in cui il piede della seconda gamba prende contatto all'attacco della barriera, e la barriera stessa, si chiama distanza di attacco.
Una distanza di attacco troppo ravvicinata provoca l'arretramento delle spalle e una proiezione verso l'alto analoga allo stacco del salto in alto, con una drastica diminuzione della velocità per trasformarne una parte in elevazione, e un altro rallentamento susseguente, legato all'ammortizzamento per l'eccessiva elevazione nel passaggio.
I piedi della prima e della seconda gamba devono inoltre conservare il più possibile la posizione "a martello", anche nelle fasi successive del valicamento, per favorire il mantenimento degli angoli ottimali delle articolazioni, e l'attacco di ginocchio della prima gamba.

### Fase di volo
Ogni passo di corsa ha una fase di volo, poiché è proprio questo che distingue la corsa dalla camminata, in cui almeno un piede è sempre a terra.
È inoltre importante sottolineare che durante la fase di volo l'atleta non può cambiare direzione, ma può soltanto ruotare intorno al proprio baricentro. Questo è il motivo per cui la spinta di seconda gamba non deve essere interrotta prematuramente, ma completata fino in fondo, perché un errore nei tempi di spinta porta a una rotazione intorno al baricentro che viene compensata con errori di vario genere.
Terminata la spinta di seconda gamba, e raggiunta la piena distensione della prima sull'ostacolo, con il bacino che asseconda il movimento in avanti, inizia la fase di volo, nella quale si effettuano due gesti simultanei che si equilibrano a vicenda.
Mentre il piede della prima gamba supera l'ostacolo, inizia anche la sua discesa verso il suolo, a gamba tesa e con il piede sempre a martello.
Simultaneamente, equilibrando la discesa della prima gamba, avviene lateralmente il richiamo della seconda gamba.
Questa azione fornisce un terzo nome alla seconda gamba, vale a dire gamba o arto di richiamo.
Non appena il piede di attacco supera l'ostacolo, l'arto deve puntare verso il suolo con decisione, mantenendo fino in fondo la posizione a martello. La velocità è proporzionata alla gara cui si sta prendendo parte, e all'ampiezza della corsa.
Senza entrare troppo nei dettagli, la discesa della prima gamba e il richiamo della seconda tenderanno ad essere più rapidi (e dunque più violenti) nei 100 m con ostacoli, rispetto alle distanze più lunghe.
La tecnica mediamente più spontanea e diffusa è di portare a terra la prima gamba tesa, già pronta per il contatto in tenuta senza abbassare il bacino al contatto con il suolo, anche se nella storia esistono notevoli casi di atleti dotati di ottima tecnica e grande valore internazionale, come il tedesco Munkelt, che portava l'arto flesso molto rapidamente al suolo, pur mantenendo una corretta azione di tenuta al suolo.
La gamba di richiamo deve essere guidata compatta e con il ginocchio piegato per evitare scalciate laterali, come nel caso della prima gamba, tenendo anche in questo caso il piede a martello.
Se la spinta nella fase precedente sarà stata completa e adeguata, solitamente la seconda gamba viaggerà all'incirca parallela al terreno e l'arto non toccherà l'ostacolo. Al contrario, in caso di spinta insufficiente, magari composta con altri errori tecnici, con larga probabilità il ginocchio giungerà troppo basso, urtando contro la barriera in modo più o meno violento. Un grosso errore, immediatamente visibile, è avere il piede della seconda gamba più alto del ginocchio della stessa. Questo sintomo indica che l'atleta focalizza la propria attenzione sul piede anziché sul ginocchio.
L'altezza e la correttezza del movimento di seconda gamba sono estremamente collegate alla completezza della spinta nella fase precedente. Un errore gravissimo è interrompere la spinta di seconda gamba prima del suo completamento (completa distensione dell'arto di spinta dietro all'atleta), e di conseguenza essere costretti a tirare l'arto di richiamo per compensare alla mancata inerzia e al ritorno elastico dello stesso. Una probabile conseguenza di un simile errore sarà un contatto traumatico contro la barriera.
Le braccia continuano il movimento amplificato descritto in precedenza, invertendo la loro direzione in modo naturale, come avviene per le gambe.

### Presa di contatto e ripresa della corsa
Le due azioni, come già detto, sono simultanee, e si equilibrano a vicenda, aiutate dalle braccia, che devono continuare l'azione esasperata di prima, evitando il più possibile di "sbracciare verso l'esterno".
Mentre la seconda gamba svolge il suo richiamo, la prima gamba scende verso terra e prende contatto con il terreno.
L'atterraggio della prima gamba è estremamente traumatico, e l'atleta deve imparare ad effettuarlo a gamba tesa, senza cedere, con il carico concentrato sull'avampiede. L'atleta deve cercare di impedire al tallone della prima gamba di toccare terra, mantenendo la sensazione interiore di avere un bastone rigido al posto della prima gamba.
Rari atleti, dotati di piedi più forti (intendendo con questo la muscolatura collegata all'ammortizzamento ed al rimbalzo dei piedi, localizzata nei polpacci, e in particolare in solei e gemelli) riescono a evitare di toccare terra con il tallone. Questo dettaglio è visibile solamente attraverso la realizzazione di filmati ad alta velocità puntati sui piedi degli atleti all'atterraggio delle barriere.
Alla presa di contatto, la gamba di richiamo non ha ancora terminato la propria azione, e deve mantenere il ginocchio flesso e il piede vicino al femore, mentre il femore continua a ruotare in avanti quasi parallelo al terreno, portando il ginocchio verso il petto.
Il piede e l'angolo tibia/femore non si devono aprire prima dell'allineamento del ginocchio e del piede con la direzione di corsa dell'atleta, ed è solo a questo punto inizia la distensione dell'arto di richiamo, guidata e disciplinata dalla posizione dal ginocchio. Il piede deve scendere cercando il terreno sul prolungamento della linea spalle-bacino dell'atleta. Cercare terreno dietro a questo punto provoca all'atleta la sensazione di cadere in avanti, causando uno sbilanciamento, mentre cercarlo davanti tende a farlo "piantare", causando un calo di velocità e un probabile abbassamento della linea del bacino.
L'atleta esperto e tecnicamente evoluto percepisce chiaramente un simile errore nel proprio passaggio.
Rispettando questa tecnica, diventa possibile e naturale raggiungere il suolo alla massima velocità e nella migliore posizione per la spinta massima.
Un passaggio svolto correttamente porta l'atleta a minimizzare la perdita di velocità, ed a raggiungere una posizione dopo la barriera che gli consente il massimo dinamismo e le spinte più efficaci.

### Rispetto dei tempi di esecuzione
Il sopra descritto completamento dell'azione di seconda gamba avviene simultaneamente alla discesa della prima, ma non si conclude simultaneamente al contatto del piede di attacco con il suolo, poiché fa parte del passo di corsa successivo, perciò le azioni di attacco e richiamo devono sempre essere pensate come un movimento simultaneo.
Mentre avviene la spinta di seconda gamba, simultaneamente avviene l'attacco di prima gamba.
Mentre inizia la discesa della prima gamba, simultaneamente principia il richiamo della seconda.
Mentre la prima gamba è appoggiata a terra, e spinge, sia pure in tensione "a bastone" per contribuire all'avanzamento dell'atleta, simultaneamente la seconda gamba completa il passaggio dalla posizione laterale tenuta sull'ostacolo, fino al completo allineamento davanti all'atleta.
Preso il bacino come se fosse l'estremità superiore di un pendolo, e i due femori come se fossero le masse sospese al filo, non devono esservi mai istanti in cui i due femori procedano nella stessa direzione ma devono sempre avvicinarsi (fase di volo e di atterraggio, o richiamo) o allontanarsi (fase di spinta).
Ciò significa, per esempio, che non si deve richiamare la seconda gamba quando ancora la prima sta salendo, e viceversa non si deve iniziare il richiamo di seconda quando la prima non ha ancora iniziato la fase di discesa (che dal punto di vista pendolare prima descritto è un avvicinamento dei femori).
Un'analoga utile metafora è quella della forbice, in cui le lame non possono fare altro che aprirsi e chiudersi (e non avrebbe molto senso un funzionamento diverso).
È normale vedere principianti non preparati che, pur non avendo ancora iniziato la discesa di prima gamba, già stanno richiamando la seconda, con evidente rottura del ritmo e del passaggio.
Il passaggio di ostacolo è infatti, come già affermato, un passo di corsa esasperato, e in nessun passo di corsa gli arti inferiori procedono nella stessa direzione.

## Distanze
Nella tabella che segue vengono riportate le altezze e le distanze previste nelle varie categorie.
| Categoria               | Distanza | Nº ostacoli | Distanza primo ostacolo | Distanza tra gli ostacoli | Distanza ultimo ostacolo ed arrivo | Altezza ostacoli |
| ----------------------- | -------- | ----------- | ----------------------- | ------------------------- | ---------------------------------- | ---------------- |
| Ragazzi                 | 50 m     | 5           | 12 m                    | 7,50 m                    | 8 m                                | 0,60 m           |
| Ragazzi                 | 55 m     | 5           | 12 m                    | 7,50 m                    | 13 m                               | 0,60 m           |
| Ragazzi                 | 60 m     | 6           | 12 m                    | 7,50 m                    | 10,50 m                            | 0,60 m           |
| Ragazzi                 | 200 m    | 5           | 20 m                    | 35 m                      | 40 m                               | 0,60 m           |
| Cadetti                 | 50 m     | 4           | 13 m                    | 8,50 m                    | 11,50 m                            | 0,84 m           |
| Cadetti                 | 55 m     | 5           | 13 m                    | 8,50 m                    | 8 m                                | 0,84 m           |
| Cadetti                 | 60 m     | 5           | 13 m                    | 8,50 m                    | 13 m                               | 0,84 m           |
| Cadetti                 | 100 m    | 10          | 13 m                    | 8,5 m                     | 10,50 m                            | 0,84 m           |
| Cadetti                 | 300 m    | 7           | 50 m                    | 35 m                      | 40 m                               | 0,76 m           |
| Cadette                 | 50 m     | 4           | 13 m                    | 8 m                       | 13 m                               | 0,76 m           |
| Cadette                 | 55 m     | 5           | 13 m                    | 8 m                       | 10 m                               | 0,76 m           |
| Cadette                 | 60 m     | 5           | 13 m                    | 8 m                       | 15 m                               | 0,76 m           |
| Cadette                 | 80 m     | 8           | 13 m                    | 8 m                       | 11 m                               | 0,76 m           |
| Cadette                 | 300 m    | 7           | 50 m                    | 35 m                      | 40 m                               | 0,76 m           |
| Allievi                 | 50 m     | 4           | 13,72 m                 | 9,14 m                    | 8,86 m                             | 0,91 m           |
| Allievi                 | 55 m     | 5           | 13,72 m                 | 9,14 m                    | 4,72 m                             | 0,91 m           |
| Allievi                 | 60 m     | 5           | 13,72 m                 | 9,14 m                    | 9,72 m                             | 0,91 m           |
| Allievi                 | 110 m    | 10          | 13,72 m                 | 9,14 m                    | 14,02 m                            | 0,91 m           |
| Allievi                 | 400 m    | 10          | 45 m                    | 35 m                      | 40 m                               | 0,84 m           |
| Allieve                 | 50 m     | 4           | 13 m                    | 8,5 m                     | 11,50m                             | 0,76 m           |
| Allieve                 | 55 m     | 5           | 13 m                    | 8,5 m                     | 8 m                                | 0,76 m           |
| Allieve                 | 60 m     | 5           | 13 m                    | 8,5 m                     | 13 m                               | 0,76 m           |
| Allieve                 | 100 m    | 10          | 13 m                    | 8,5 m                     | 10,50 m                            | 0,76 m           |
| Allieve                 | 400 m    | 10          | 45 m                    | 35 m                      | 40 m                               | 0,76 m           |
| Juniores M              | 50 m     | 4           | 13,72 m                 | 9,14 m                    | 8,86 m                             | 1,00 m o 1,06 m  |
| Juniores M              | 55 m     | 5           | 13,72 m                 | 9,14 m                    | 4,72 m                             | 1,00 m o 1,06 m  |
| Juniores M              | 60 m     | 5           | 13,72 m                 | 9,14 m                    | 9,72 m                             | 1,00 m o 1,06 m  |
| Juniores M              | 110 m    | 10          | 13,72 m                 | 9,14 m                    | 14,02 m                            | 1,00 m o 1,06 m  |
| Juniores M              | 400 m    | 10          | 45 m                    | 35 m                      | 40 m                               | 0,91 m           |
| Juniores F              | 50 m     | 4           | 13 m                    | 8,5 m                     | 11,50 m                            | 0,84 m           |
| Juniores F              | 55 m     | 5           | 13 m                    | 8,5 m                     | 8 m                                | 0,84 m           |
| Juniores F              | 60 m     | 5           | 13 m                    | 8,5 m                     | 13 m                               | 0,84 m           |
| Juniores F              | 100 m    | 10          | 13 m                    | 8,5 m                     | 10,50 m                            | 0,84 m           |
| Juniores F              | 400 m    | 10          | 45 m                    | 35 m                      | 40 m                               | 0,76 m           |
| Promesse M / Seniores M | 50 m     | 4           | 13,72 m                 | 9,14 m                    | 8,86 m                             | 1,06 m           |
| Promesse M / Seniores M | 55 m     | 5           | 13,72 m                 | 9,14 m                    | 4,72 m                             | 1,06 m           |
| Promesse M / Seniores M | 60 m     | 5           | 13,72 m                 | 9,14 m                    | 9,72 m                             | 1,06 m           |
| Promesse M / Seniores M | 110 m    | 10          | 13,72 m                 | 9,14 m                    | 14,02 m                            | 1,06 m           |
| Promesse M / Seniores M | 400 m    | 10          | 45 m                    | 35 m                      | 40 m                               | 0,91 m           |
| Promesse F / Seniores F | 50 m     | 4           | 13 m                    | 8,5 m                     | 11,50 m                            | 0,84 m           |
| Promesse F / Seniores F | 55 m     | 5           | 13 m                    | 8,5 m                     | 8 m                                | 0,84 m           |
| Promesse F / Seniores F | 60 m     | 5           | 13 m                    | 8,5 m                     | 13 m                               | 0,84 m           |
| Promesse F / Seniores F | 100 m    | 10          | 13 m                    | 8,5 m                     | 10,50 m                            | 0,84 m           |
| Promesse F / Seniores F | 400 m    | 10          | 45 m                    | 35 m                      | 40 m                               | 0,76 m           |
| Tutte                   | 200 m    | 10          | 18,28 m                 | 18,28 m                   | 17,20 m                            | 0,76 m           |

Nella disciplina dei 110 hs, e in tutte le altre con le stesse distanze tra le barriere e altezze delle stesse, gli atleti juniores corrono comunemente con la misura degli ostacoli di 1,00 m, ma possono scegliere di partecipare alle gare assolute correndo con gli ostacoli più alti (1,06 m). Qualora ottengano il minimo di partecipazione, possono prendere parte ai campionati nazionali assoluti.